# 长果山桐子
长果山桐子（学名：Idesia polycarpa var. longicarpa）为大风子科山桐子属下的一个变种。

## 扩展阅读
- 維基物種上的相關：长果山桐子